# Gustav Berlin
Pour les articles homonymes, voir Berlin (homonymie).
Gustav Berlin (né le 9 mai 1878 à Gleidingen et mort le 26 décembre 1955 à Göttingen) est un avocat administratif prussien et homme politique local. Il est administrateur d'arrondissement dans les provinces de Poméranie et de Hanovre.

## Biographie
Gustav Berlin devient stagiaire à la cour en 1901 et stagiaire au gouvernement en 1904. À partir de 1907, il travaille comme assesseur du gouvernement au bureau de l'arrondissement de Schwelm (de), à Marggrabowa et enfin auprès du gouvernement à Potsdam. En 1913, il se rend à Oppeln et devient conseiller du gouvernement. Pendant la Première Guerre mondiale, il effectue son service militaire de 1914 à 1919. Il travaille ensuite pour le gouvernement à Hildesheim.
À partir de 1920, il est administrateur de l'arrondissement de Peine, à partir de 1928 de l'arrondissement de Colberg-Cörlin et à partir de 1934 de l'arrondissement de Lauenbourg-en-Poméranie. En 1937, il reprend le bureau de l'arrondissement de Grimmen en tant que représentant. De 1939 à 1943, il est administrateur de l'arrondissement d'Uelzen et prend ensuite sa retraite,.